# Lygrocharis neivai
Lygrocharis neivai är en skalbaggsart som beskrevs av Julius Melzer 1927. Lygrocharis neivai ingår i släktet Lygrocharis och familjen långhorningar. Inga underarter finns listade i Catalogue of Life.